# Йоан Цеца
Йоан Цеца (Цец, Цецес) (на старогръцки: Ἰωάννης Τζέτζης, Johannes Tzetzes), * ок. 1110 в Константинопол, † ок. 1180 в Константинопол) е византийски учен, поет, граматик и филолог от Константинопол през 12 век. Произведението му с коментари за класическите автори е запазено.
Прабаба му по майчина линия e грузинската принцеса Мария Аланска, византийска императрица (1071 – 1081), съпруга на императорите Михаил VII Дука и Никифор III Вотаниат. Братовчед е на императрица Евдокия Макремволитиса, племенницата на Михаил Керуларий, константинополски патриарх (1043 – 1059), и съпруга на император Константин X Дука.
След доброто си образование той става секретар на епарха на Бероя в Македония, който го изгонва, след като разбрал, че ухажва жена му. След това Цеца живее известно време в бедност и трябва да продаде почти всичките си книги.
За препитанието си е принуден да работи като преподавател и писар (grammateus). Заради фамилните му връзки с императорската фамилия, скоро постига известни успехи. Получава задачата да дава уроци по литература на дошлата във Византия Берта фон Зулцбах, по-късната съпруга на император Мануил I Комнин. Той живее дълги години в манастир.
Цеца пише книгата Biblos historion, наричана и Chiliades Хилядите. Назована е така поради факта, че неговия първи редактор/издател N. Gerbel, 1546 разделя писанията му в книги съдържащи по 1000 реда. Всичките общо били 12 674 реда. Това са колекции от литературни, исторически, богословски и антикварни сборници.
Освен това е автор и на произведението Homerische Allegorien, посветено на новата императрица, която вече има името Ирина. Автор е и на множество стихотворения.
Едно от най-популярните му писания е неговото засвидетелстване за връзка между българи и мирмидонци. Той пише: „и тогава всички пристигнаха в Авлида с кораби, и заедно с тях Ахил, синът на Пелей и на Тетида, дъщерята на философа Хирон, водейки войска от хуни-българи-мирмидонци на брой две хиляди и петстотин“.
Негов брат вероятно е филологът Исаак Цеца (на старогръцки: Ἰσαάκιος Τζέτζης, † 1138).